# St. Wolfgang (Glashütte)

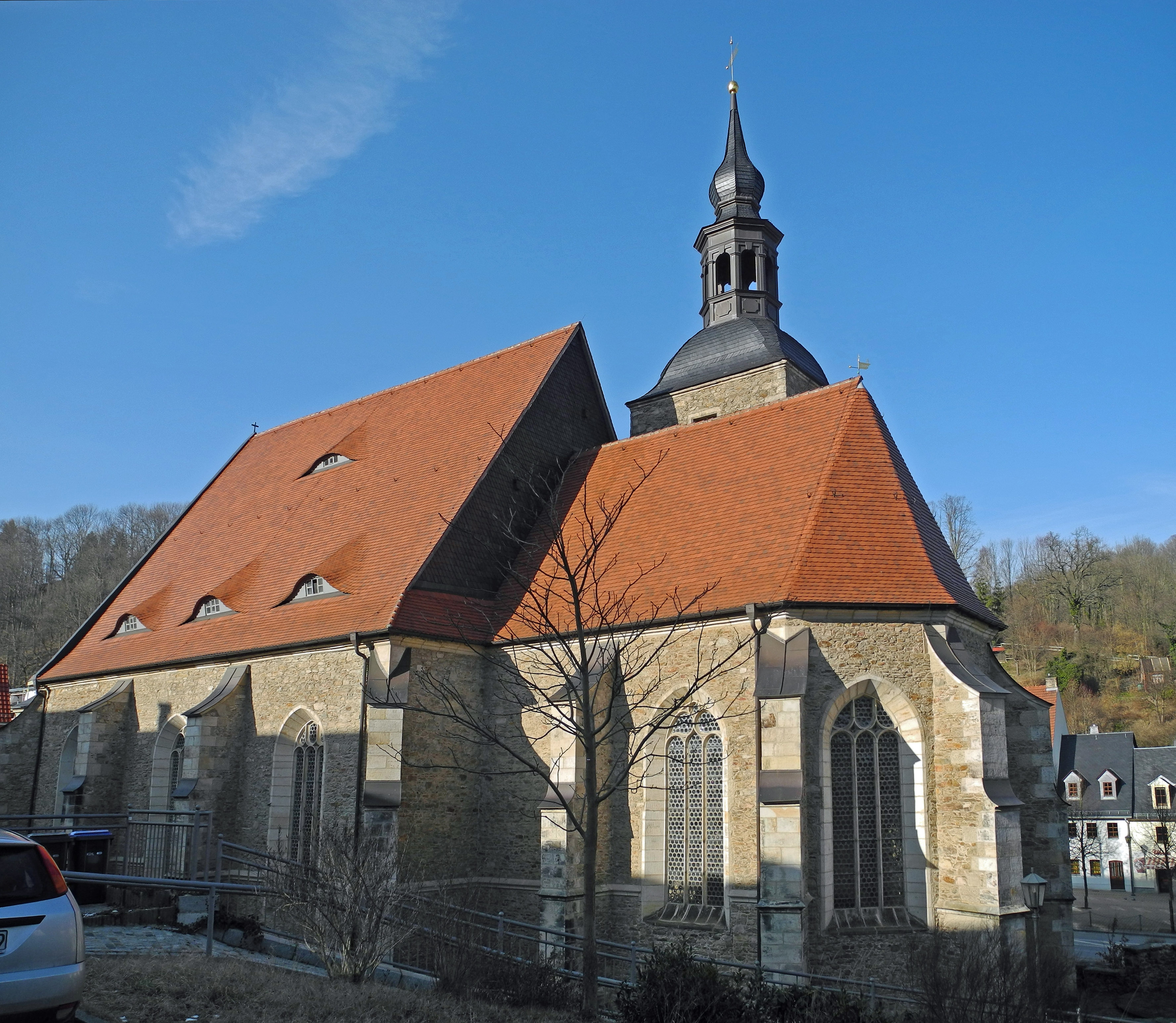
St. Wolfgang (Glashütte)

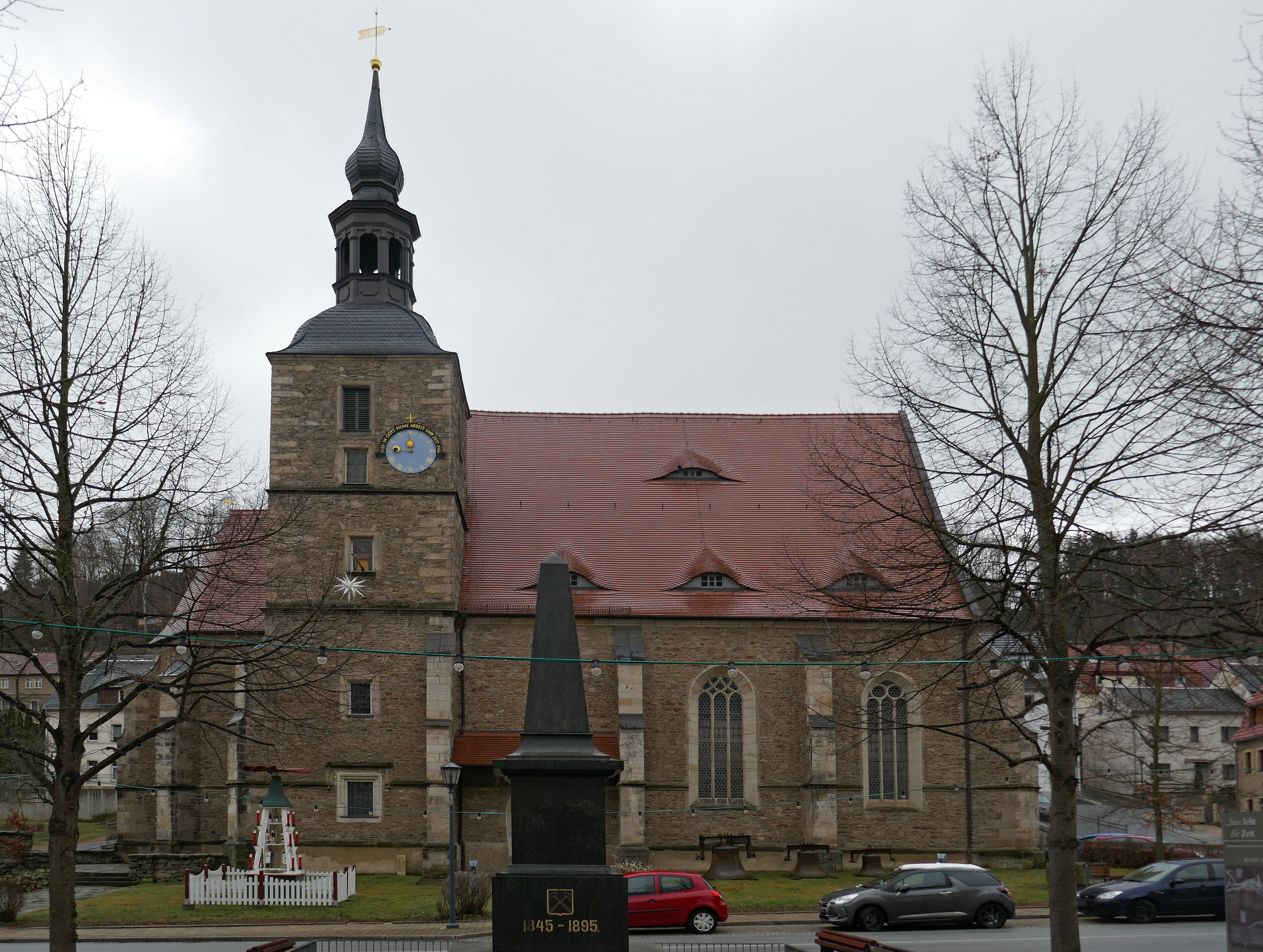
Nordseite mit Denkmal für Ferdinand Adolph Lange

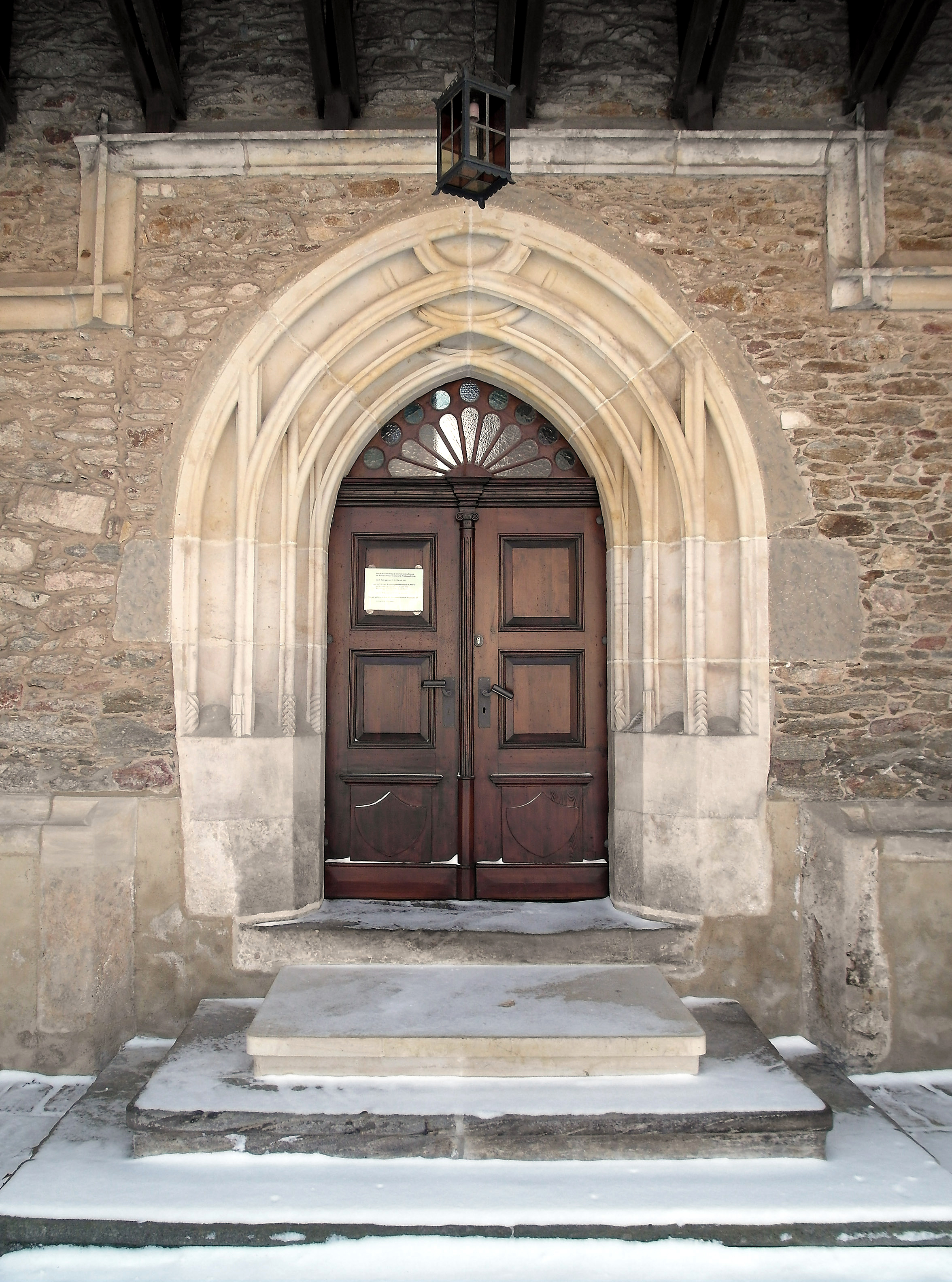
Portal

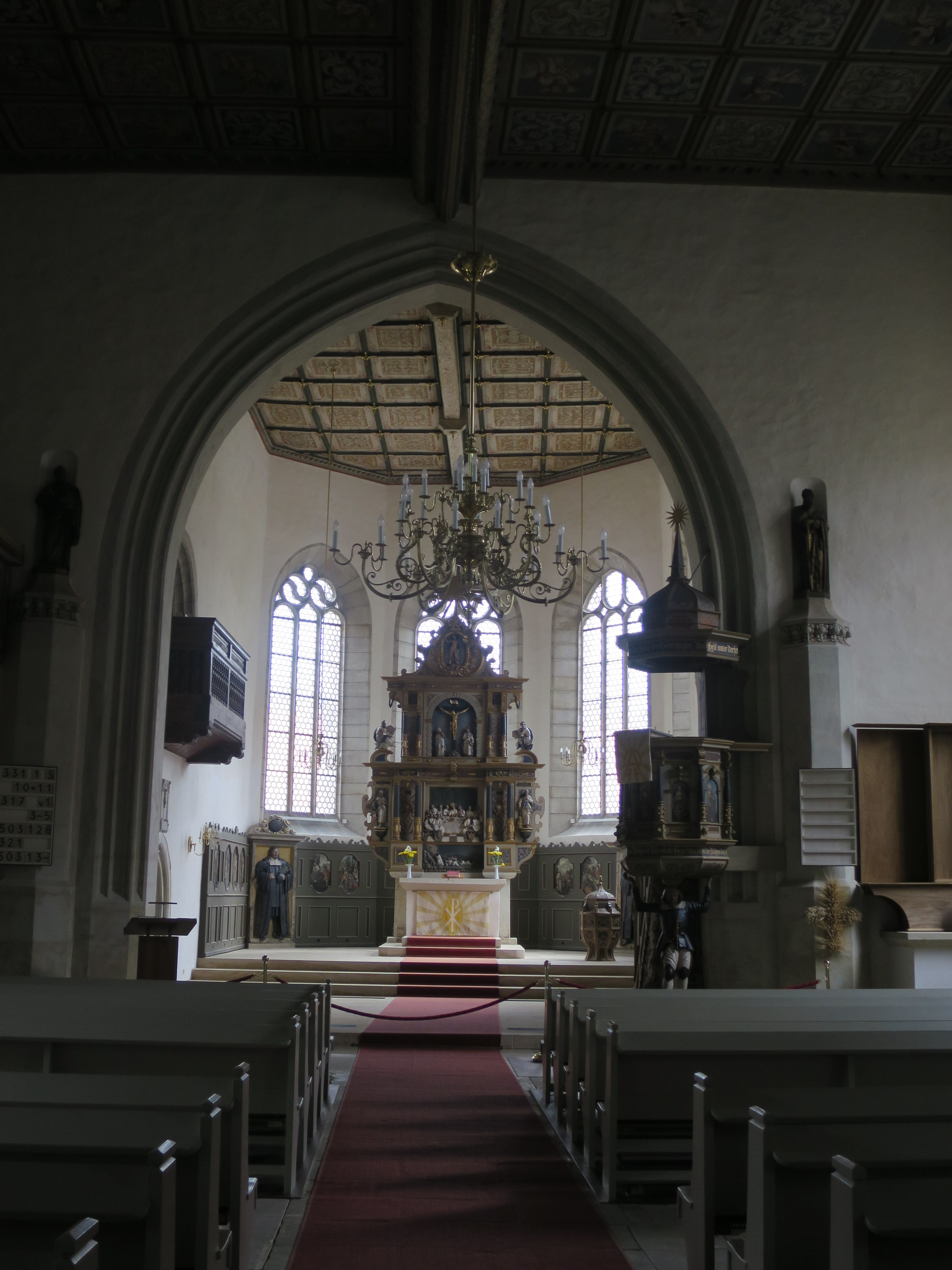
Innenansicht

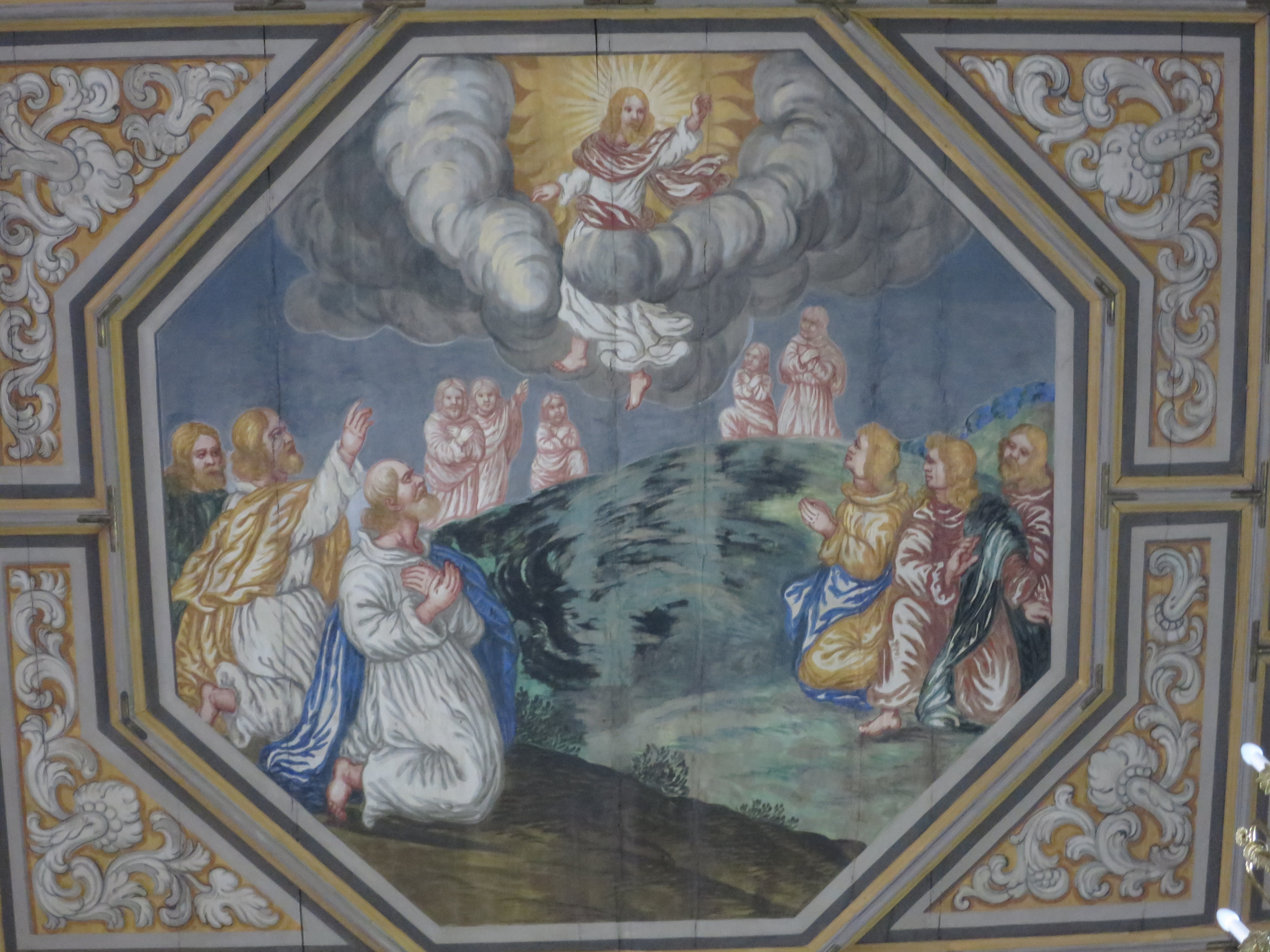
Deckengemälde mit Himmelfahrt

Die evangelische Stadtkirche St. Wolfgang ist eine im Kern spätgotische, mehrfach umgebaute Kirche in der Stadt Glashütte im Landkreis Sächsische Schweiz-Osterzgebirge in Sachsen. Sie gehört zur Kirchengemeinde St. Wolfgang im Kirchspiel Glashütte der Evangelisch-Lutherischen Landeskirche Sachsens und ist durch ihre gut erhaltene Orgel aus der Zeit des Klassizismus von Johann Christian Kayser bekannt, die noch ganz in der Tradition Gottfried Silbermanns steht.

## Geschichte und Architektur
Im Jahr 1495 war bereits eine Bergkapelle vorhanden, die 1519 zur Pfarrkirche erhoben wurde. In den Jahren 1520–1535 wurde der Neubau vorgenommen, die Turmobergeschosse stammen von 1580. Seit 1668 wurden in jedem Jahrhundert mehrere Renovierungen durchgeführt, besonders umfangreich waren die Maßnahmen der Jahre 1742–1747 und 1890/1891. Das Bauwerk ist als dreischiffige, gewölbte Hallenkirche geplant, worauf Strebepfeiler an der Westwand und Wandpfeiler an der östlichen Schiffswand hinweisen, jedoch wurde es einschiffig mit hohem Satteldach und stark eingezogenem Chor mit Dreiachtelschluss ausgeführt.
Die Kirche ist als Bruchsteinbau mit Sandsteingliederungen ausgeführt, Strebepfeiler sind an Schiff und Chor angebracht. Spitzbogige Portale mit verschränktem Stabwerk an der Nord- und Westseite erschließen das Bauwerk. Breite, dreibahnige, gerade noch spitzbogige Maßwerkfenster erhellen das Innere. In der Nordostecke ist der viergeschossige Turm mit Welscher Haube und rechteckigen Fenstern angeordnet, die in den beiden Untergeschossen mit Stabwerklaibungen versehen sind. Die Sakristei liegt im Erdgeschoss des Turms.
Das Schiff von annähernd quadratischem Grundriss (18 × 14,5 m) wird mit einer wohlgestalteten Holzkassettendecke abgeschlossen, die mit 1668 bezeichnet ist. Die Malereien wurden von Johann Hauffen ausgeführt. Dargestellt sind in zwei achteckigen Medaillons Auferstehung und Himmelfahrt, die von kleineren Feldern schachbrettartig gerahmt werden, welche abwechselnd mit Ornamenten und insgesamt 74 musizierenden Engeln geschmückt sind. An drei Seiten sind Emporen eingebaut, deren Bemalung um 1890 ausgeführt wurde. Die 1724 erbaute zweite Nordempore wurde 1890/1891 zusammen mit der alten Ratsempore abgebrochen und letztere durch eine kleinere, neue ersetzt. Die Füllungen der alten Ratsempore wurden von Hans Panitz mit 14 Szenen aus dem Neuen Testament bemalt (datiert 1626). Sie wurden mit neuer Holzumrahmung im Chor aufgestellt. Ein spitzbogiger Triumphbogen führt zum Chor, der mit einer einfach bemalten Holzkassettendecke, datiert 1616, abgeschlossen ist. An der Chornordwand sind zwei spätgotische Portale mit verschränktem Stabwerk erhalten.

## Ausstattung
Hauptstück der Ausstattung ist ein zweigeschossiger, bemalter, hölzerner Altar mit Reliefs, die auf 1613 datiert sind. Im Hauptfeld findet sich eine Darstellung des Abendmahls, darunter Christus am Ölberg, darüber Kreuzigung und ein triumphierender Christus. Seitlich der Säulen sind vollplastische Evangelistenfiguren aufgestellt.
Die geschnitzte hölzerne Bergmannskanzel, datiert 1650, zeigt einen in Festtracht gekleideten Obersteiger als Kanzelträger, der auf einer echten Gesteinsstufe steht. Die Kanzelbilder wurden laut Inschrift durch Balthasar und Hans Gottfried Böhme aus Dresden gemalt. Am Kanzelkorb sind Christus, vier wappenhaltende Engel, Johannes und Petrus dargestellt, am Treppenaufgang Evangelisten. Der Taufstein aus Sandstein stammt vom Beginn des 16. Jahrhunderts, vergleichbare Werke desselben Steinmetzes finden sich in der Kirche zu Höckendorf und der Kirche Seifersdorf.
In der Kirche werden wertvolle Reste eines Flügelaltars an den Chorwänden aufbewahrt, die 1836 auf dem Kirchboden aufgefunden und danach restauriert wurden. Dazu gehören vier hochrechteckige Tafelbilder mit Darstellung der Verkündigung sowie der Heiligen Laurentius und Martin aus der Zeit um 1520.
Figürliche Grabsteine aus bemaltem Sandstein der Pfarrer Kittel († 1639), und Hartung († 1679) stehen an der Chornordwand. An der südlichen Schiffswand findet sich ein Bildnis des Kurfürsten Johann Georg I. und seiner Gemahlin Magdalena Sibylla aus dem 17. Jahrhundert. Die auf den Stümpfen der Wandpfeiler stehenden Figuren des Petrus und Paulus erhielt die Kirche 1891 als Geschenk.

## Orgel

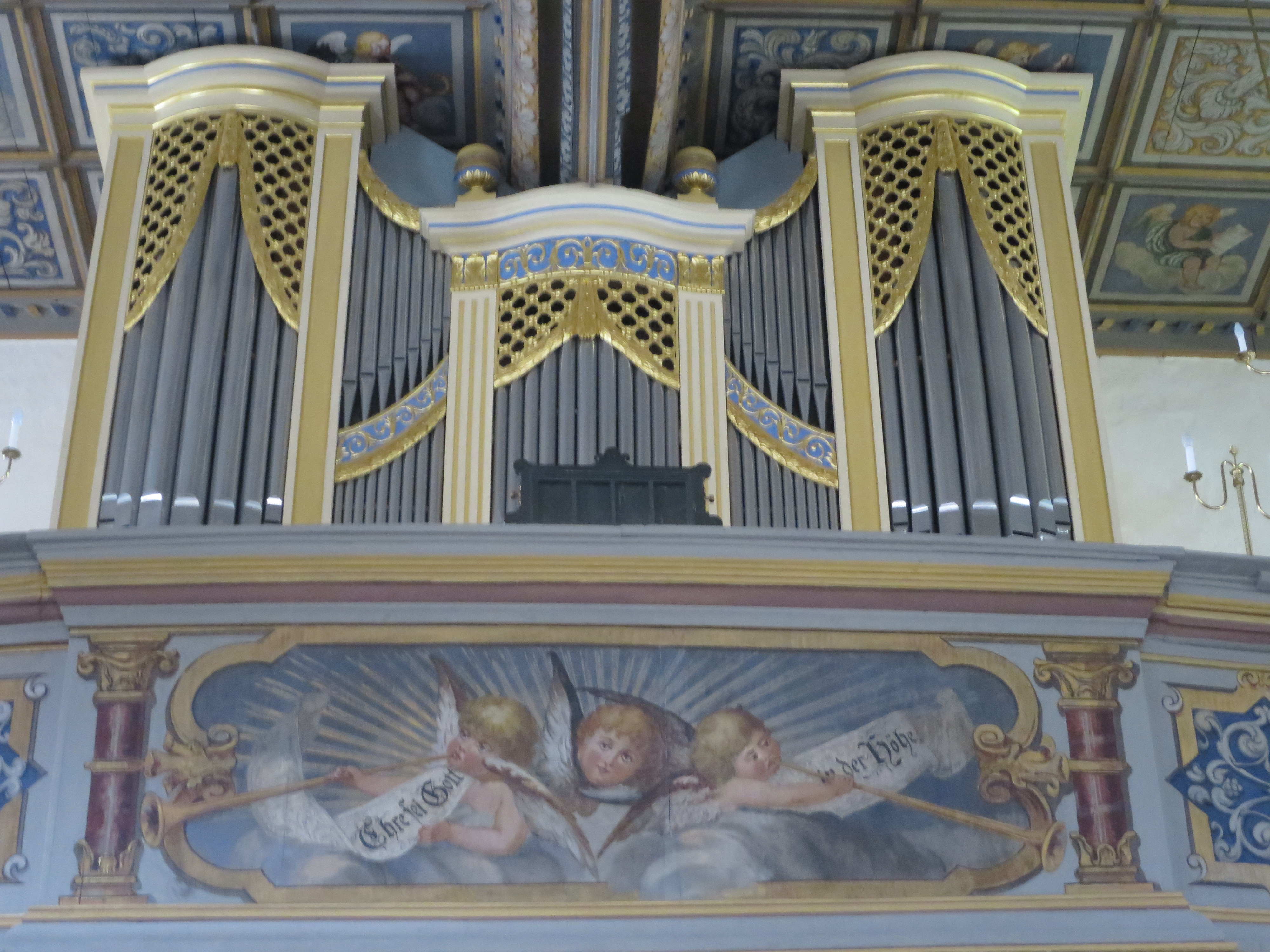
Johann-Christian-Kayser-Orgel von 1797

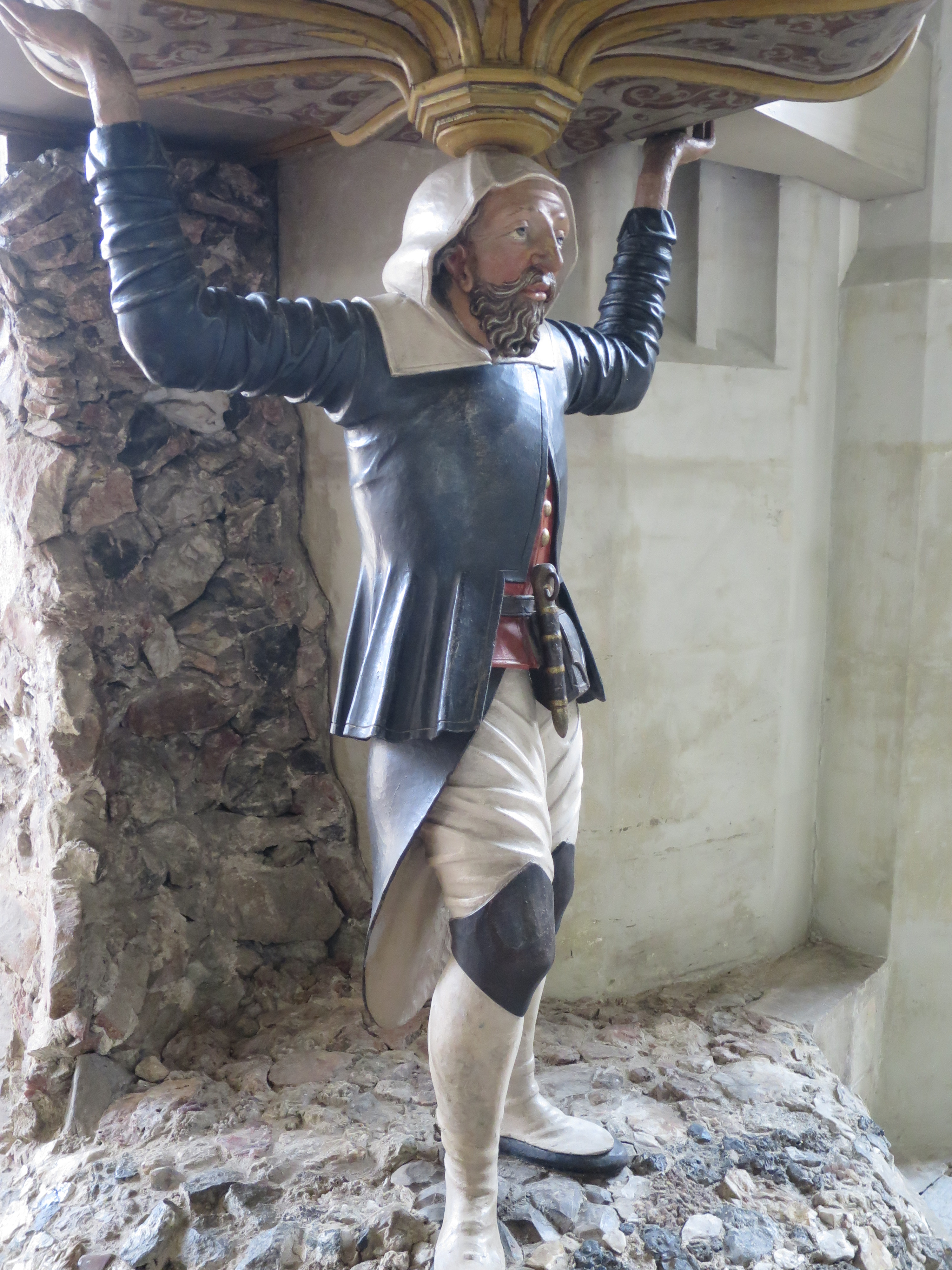
Trägerfigur der Kanzel

Im Jahr 1597 baute ein unbekannter Orgelbauer eine kleine Orgel, die 1608 von Gottfried Fritzsche umgesetzt und erweitert wurde. Die Gemeinde erwarb 1730 die gebrauchte Orgel aus der Dorfkirche Reinhardtsgrimma, für die Gottfried Silbermann ein neues Werk schuf.
Die heutige Orgel in St. Wolfgang verfügt über 18 Register auf zwei Manualen und Pedal und ist ein Werk von Johann Christian Kayser aus dem Jahr 1797. 1855 wurde das Instrument von Karl Traugott Stöckel repariert, 1857 wurden die Bälge von Karl August Schröder untersucht. Nachdem im Jahr 1861 kleinere Reparaturen durch einen ortsansässigen Tischler durchgeführt worden waren, führten die Gebrüder Jehmlich 1862 eine größere Reparatur durch und bauten dabei vermutlich die Register Aeoline 8′ und Schwiegel 8′ ein. 1872 erneuerte Karl Traugott Stöckel Teile der Traktur und baute Kastenbälge ein. 1917 wurden die Prospektpfeifen abgegeben (später durch Pfeifen aus Zink ersetzt) und ein elektrisches Schleudergebläse eingebaut. Im Jahr 1960 wurden durch Jehmlich Reinigungen und Imprägnierungen durchgeführt, das Pfeifenwerk überholt und Holzteile mit Anobienbefall ersetzt. Dabei wurde Sifflet 1′ anstelle der Aeoline 8′ eingesetzt und das zusätzliche Register Schwiegel 8′ aus dem Oberwerk wieder entfernt. Die Disposition lautet:
| I Hauptwerk CD–d3 |       |  |
| Principal         | 8′    |  |
| Rohrflöte         | 8′    |  |
| Quintatön         | 8′    |  |
| Octave            | 4′    |  |
| Quinte            | 3′    |  |
| Octava            | 2′    |  |
| Cornet III        |       |  |
| Mixtur IV         | 1 ⁄3’ |  |

| II Oberwerk CD–d3 |       |  |
| Gedackt           | 8′    |  |
| Principal         | 4′    |  |
| Rohrflöte         | 4′    |  |
| Octava            | 2′    |  |
| Quinta            | 1 ⁄2′ |  |
| Sifflöte          | 1′    |  |
| Mixtur III        | 1′    |  |

| Pedalwerk CD–c1 |     |  |
| Subbaß          | 16′ |  |
| Principalbaß    | 8′  |  |
| Posaunenbaß     | 16′ |  |

- Koppeln: II/I, I/P
- Spielhilfe: Calcantenruf

## Geläut
Das Geläut besteht aus vier Bronzeglocken, der Glockenstuhl ist aus Eichenholz wie auch die Glockenjoche und wurden 2009 erneuert.
Im Folgenden eine Datenübersicht des Geläutes:
| Nr. | Gussdatum | Gießer                       | Material | Durchmesser | Masse  | Schlagton |
| --- | --------- | ---------------------------- | -------- | ----------- | ------ | --------- |
| 1   | 2009      | Glockengießerei P. Grassmayr | Bronze   | 1072 mm     | 764 kg | g′        |
| 2   | 2009      | Glockengießerei P. Grassmayr | Bronze   | 906 mm      | 453 kg | b′        |
| 3   | 2009      | Glockengießerei P. Grassmayr | Bronze   | 808 mm      | 324 kg | c″        |
| 5   | 1526      | Glockengießerei M. Hilliger  | Bronze   | 467 mm      | 65 kg  | h″        |